# Cheng Liang
Cheng Liang (成亮S, Chéng LiàngP; Shanghai, 3 marzo 1977) è un ex calciatore cinese, di ruolo difensore.